# Rhopobota
Rhopobota is een geslacht van vlinders van de familie bladrollers (Tortricidae), uit de onderfamilie Olethreutinae.

## Soorten
- R. amphigonia (Diakonoff, 1968)
- R. ancyloides Kuznetsov, 1988
- R. antecellana Kuznetsov, 1988
- R. antrifera (Meyrick, 1935)
- R. argyrophenga (Diakonoff, 1950)
- R. bicolor Kawabe, 1989
- R. bostrichus Diakonoff, 1983
- R. clivosa (Meyrick, 1912)
- R. chlorantha Meyrick, 1907
- R. dietziana (Kearfott, 1907)
- R. eclipticodes (Meyrick, 1935)
- R. falcigera (Diakonoff, 1950)
- R. finitimana (Heinrich, 1923)
- R. grypodes (Meyrick, 1912)
- R. hypomelas Diakonoff, 1983
- R. kaempferiana (Oku, 1971)
- R. leucognoma (Clarke, 1976)
- R. macrosepalana (Oku, 1971)
- R. metastena Diakonoff, 1984
- R. microrrhyncha (Meyrick, 1931)
- R. multiplex (Meyrick, 1912)
- R. myrtillana - Bosbesbladroller (Humphreys & Westwood, 1845)
- R. naevana - Topspinnertje (Hübner, 1817)
- R. punctiferana Kuznetsov, 1988
- R. relicta (Kuznetsov, 1968)
- R. resupinatana (Kennel, 1901)
- R. scleropa (Meyrick, 1912)
- R. shikokuensis (Oku, 1971)
- R. stagnana - Duifkruidbladroller (Denis & Schiffermüller, 1775)
- R. symbolias (Meyrick, 1912)
- R. ustomaculana - Prachtbosbesbladroller (Curtis, 1831)
- R. verditer (Hampson, 1891)
- R. visenda (Kuznetsov, 1973)